# Salvatore Siviliare
Salvatore Siviliare était un mafieux sicilien, le chef de la famille Siviliare, originaire de la région de Syracuse en Sicile. 

## Biographie
Salvatore Siviliare s'est installé en France dans les années 1980 et a été assassiné par un clan rival dans une vendetta en décembre 2005 à Moissac en Tarn-et-Garonne.
Ce meurtre est également lié à la lutte pour le contrôle du trafic de cocaïne. La drogue était en provenance d'Amérique du Sud et était acheminée jusqu'à Marseille pour ensuite être revendue à la Camorra (mafia napolitaine) et dans le sud-ouest de la France et en Espagne. 
Ce réseau, passé entre les mains du Milieu marseillais, fut quant à lui démantelé en juin 2007 où 45 personnes furent interpellées dont deux Boss des clans Ruimi et Limanana de la French Connection.